# Buthus jianxinae
Espèce
Buthus jianxinae est une espèce de scorpions de la famille des Buthidae.

## Distribution
Cette espèce est endémique du Soudan du Sud. Elle se rencontre vers Loka.

## Description
Le mâle holotype mesure 39,8 mm.

## Étymologie
Cette espèce est nommée en l'honneur de Jian-xin Qi.

## Publication originale
- Lourenço, 2005 : « Description of three new species of scorpion from Sudan (Scorpiones, Buthidae). » Boletín de la Sociedad Entomológica Aragonesa, p. 21-28 (texte intégral).